# Arp 306
Arp 306 sind zwei wechselwirkenden Galaxienpaare im Sternbild Fische, die etwa 90 Millionen Lichtjahre von der Milchstraße entfernt sind.  Halton Arp gliederte seinen Katalog ungewöhnlicher Galaxien nach rein morphologischen Kriterien in Gruppen. Diese Galaxienpaare gehören zu der Klasse Unklassifizierte Doppelgalaxien.